# Jean-Blaise Evéquoz
Jean-Blaise Evéquoz, född den 27 november 1953, är en schweizisk fäktare som tog OS-brons i herrarnas lagtävling i värja i samband med de olympiska fäktningstävlingarna 1976 i Montréal.